# 图勒·阿尔奎斯特
图勒·阿尔奎斯特（瑞典語：Thure Ahlqvist，1907年4月20日—1983年3月20日），瑞典男子拳击运动员。他曾代表瑞典参加1932年夏季奥林匹克运动会拳击比赛，获得男子轻量级银牌。